# Јан Глозик
Јан Глозик (Ковачица, 1957) српски је наивни сликар који живи и ствара у Ковачициу. Иако по вокацији радник, интензивно се бави наивним сликарством. Један је од сталних чланова Галерије наивне уметности у Ковачици.

## Живот и каријера
Рођен је 1957. године у Ковачици. Ту сам и завршио основну школу, и за тај период дечачког живота везан је и почетак његовог интеровања за сликарство. По вокацији радник у Фабрици шећера „Јединство”, паралелно се бавио и наивним сликарством. Пресудно за његовно ликовно опредељење имао је његов наставник ликовног васпитања који је ђаке водио на посете изложби радова ковачичких сликара. Опчињен сликама, покушававао је у почетку безуспешно да сам наслика нешто на платно. Како му то ми није полазило за кичицом, због непознавања основне технике припремања платна, разрађивања боја и слично, обратио се за помоћ Зузани Халуповој. Она му је свесрдно помогла и упутила га у тајне припремања платна и технику сликања. Напокон је почеткоом 1975. године, Глозик насликао и своју прву слику, коју је назвао „Одлазак на њиву”". Како је тих година основан Клуб младих ковачичких сликара. Глозик је доста врема проводио са председником клуба Мартином Кизураом, који је касније постао академски сликар, и са њим разговарао о сликарству, путовао у Италију, где се упознао са стваралаштвом италијанских старих мајстора сликарства.
Својим сликама Глозик је много пута подржао хуманитарне акције разног типа у Србији.

## Ликовно стваралаштво
Још као дечак Глозик је спознао традиционалне вредности колорита словачког фолклора којим се карактерисала Словачка народна традиција. На почетку стваралаштва слике су му тамног колорита (са тамним, скоро црним небом), са предимензионираним људском фигуром и разнородном тематиком без доминантног мотива. За разлику од других сликара „ковачичке школе”, који су на својим сликама наглашавали колорит словачке народне ношње, Глозик није истицао њене декоративне елементе. Зато је одећа насликаних особа на његовим сликама једноставна - сељачка. Док су насликана лица на његовим сликама са „изгледом меланхоличног, тежачка, лоцирана ту негде у селу, поред кућа од набоја, трошне тарабе, или на њиви”.
У каснијој сликарској фази Глозикове слике обилују детаљима (бундеве, крчази за вино, сеоски музичари). Иако је небо на Глозиковим сликама врло често тамно, скоро црно, кроз суморне облаке пробија се бљештаво сунце којим Гложик осветљава тежаке.
| „ | И поред снажног контраста, композиције одишу спокојем, миром и неком неубичајном тишином, иако на његовим сликама има много људи.Гложик слике нуде занимљиву комбинацију меланхолије, туге, песиомизма, али и наде. Оне су израз вечите бриге сеоског човека који је везан за земљу, улаже тежак рад неизвесног исхода, али који зна и да да одушка своме расположењу. | ” |

## Изложбе
Од 1975 године од када је Јан Глозик почео да ствара своје прве слике, редовно је излагао на традиционалним изложбама Клуба младих ковачичких сликара, које су се одржавале у мају месецу сваке године у Ковачици. Средином осамдесетих година дошле су на ред и прве „(праве)” изложбе на којима је учествовао са члановима клуба: 1983. на изложби у Ковачици и 1989 године у Панчеву. Након што је постао члан Галерије наивне уметности у Ковачици Глозик је почео да редовно учествује у свим њеним активностима у Србији и иностранству. Прву самосталну изложбу у Србији имао је 1983. године у родној Ковачици, а прву у иностранству 1992. године у Братислави. До сада је имао више од 40 самосталних изложби у земљи и иностранству.

### Самосталне изложбе
| Година | Место одржавања и назив изложбе |
| ------ | --- |
| 1989.  | - Галерија Тамиш, Панчево |
| 1992.  | - Галерија наивне уметности Ковачица, Ковачица - Turcianska Galeria Martin, Мартин Словачка. |
| 1993.  | - Културни центар Београда, Београд |
| 1994.  | - International Monetary fund World bank, Вашингтон, САД. |
| 1995.  | - Gallery Casper, Моргес, Швајцарска - Gallery Jambory, Дронтен, Холандија |
| 1996.  | - Ликовни салон ВМА, Београде - Gallery Klasik, Жилина, Словачка. |
| 1997.  | - National library gallery, Букурешт, Румунија - Gallery MIRO, Снина Словачка. |
| 1998.  | - Gallery Quinto do Lago, Лисабон, Португал |
| 1999.  | - Галерија пољопривредног клуба, Кулпин - Галерија 3. октобар, Ковачица |
| 2000.  | - Галерија Печат - 2000 - Нови Сад - Галерија 3. октобар, Ковачица |
| 2001.  | - Gallery MIRO, Снина, Словачка. - Галерија „Печат”, Нови сад |
| 2002.  | - Gallery of Slovak embassy, Лондон, Велика Британија - Галерија 3. октобар, Ковачица |
| 2003.  | - Gallery Andy, Братислава, Словачка. |
| 2004.  | - Галерија дома Војске Србије, Београд |
| 2005.  | - Галерија задужбине краља Петра I, Топола - Galeria na Namesti, Тополчани, Словачка. |
| 2006.  | - Gallery Infocen Svk. ekonom. knižnice EU, Братислава, Словачка. |
| 2007.  | - Gallery Malmitalo, Хелсинки, Финска - Gallery Metropolitan art museum, Токији, Јапан - Галерија Бабка, Ковачица                                                                                   |
| 2009.  | - Galeria Prezidentskeho palaca, Братислава, Словачка. |
| 2011.  | - Галерија Дипломатског клуба Београд, Београд |
| 2013.  | - Библиотека у Шабапцу, Шабац - Embassy of Slovak republic in China, Беијинг, Кина - Czechoslovak - Chinese Friendship Farm Art Pavilion, Шангај, Кина - Swissotel Kempinski Beijing, Беијинг, Кина |
| 2015.  | - Ministry of Foreign and European Affairs of the Slovak Republic, Братислава, Словачка. |

## Признања
За свој рад добио је многа признања и награде:
- 1995. — Prix Suisse et prix Europe de peinture primitive moderne, Швајцарска;
- 1996. — II Bienale insity Trenčin, Slovačka, Словачка;
- 1999. — Salonul international de arta naive Букурешт, Румунија.
- 2008. — Почаствовани грађанин Србије (изабран је међу двестотине почаствованих грађана Србије, и добио један од првих нових српских пасоша због дугогодишњег рада и представљања Србије у свету).